# Hemimorina angulosa
Hemimorina angulosa är en fjärilsart som beskrevs av Frederick H. Rindge 1976. Hemimorina angulosa ingår i släktet Hemimorina och familjen mätare. Inga underarter finns listade i Catalogue of Life.